# Betaalcheque
Een betaalcheque was een soort cheque, gebruikt in combinatie met een betaalpas, die in Nederland heeft bestaan in verschillende varianten. Bij het gebruik van een betaalcheque moest de betaalpas worden getoond. De betaalpas moest voor de veiligheid gescheiden van de betaalcheques worden bewaard en meegenomen.
In 1967 introduceerden de banken de groene betaalcheque, en de Postcheque- en Girodienst de girobetaalkaart. In 1969 introduceerden de banken de Eurocheque (die ook in andere Europese landen werd uitgegeven) en werden de mogelijkheden van de girobetaalkaart vergroot. Met beide kon nu ook in veel andere landen in winkels betaald worden en kon daar ook geld mee opgenomen worden.
De cheques werden gegarandeerd tot een bepaald maximumbedrag. Ze werden afgeschaft in 2002, nadat betalingen met betaalkaart en pincode algemeen gebruikelijk waren geworden.
Men kon er hogere bedragen mee betalen, maar bij onvoldoende saldo werd dan slechts het maximum garantiebedrag uitgekeerd, zodat de meeste ontvangers bij grotere betalingen eisten dat er meerdere cheques werden uitgeschreven, die ieder niet het maximum overschreden. Afhankelijk van hun inkomenssituatie konden klanten 5, 10 of 20 betaalcheques tegelijk krijgen, die automatisch werden opgestuurd als er voldoende oude waren verbruikt. 
Met girobetaalkaarten kon men ook in het buitenland op postkantoren geld opnemen in lokale valuta. In het algemeen tegen een gunstiger koers dan bij wisselkantoren. 
Aanvankelijk waren girobetaalkaarten blauw en hadden een verkort ponskaartformaat, daarna werd overgegaan op elektronisch leesbare, niet-geponste kaarten. De kaarten werden geldig gemaakt door het plaatsen van het bedrag, het nummer van de giropas, een handtekening en het tonen van de giropas. De ontvanger moest zijn naam en gironummer erop zetten, waarna de kaart naar het girokantoor kon worden gestuurd. Vergat de ontvanger dit, dan werd het bedrag in quarantaine gehouden terwijl bij de betaler werd geïnformeerd naar de bedoelde begunstigde.
Voor geldopname bij een postkantoor was er voor klanten van de Postbank van 1963 tot 1994 de kascheque. Een klant had er eerst één, later maximaal twee tegelijk, en kon per cheque maximaal 500 gulden opnemen. De kascheque werd later overbodig, omdat nu bij geldopname het saldo wordt gecontroleerd.